# Padmâvatî

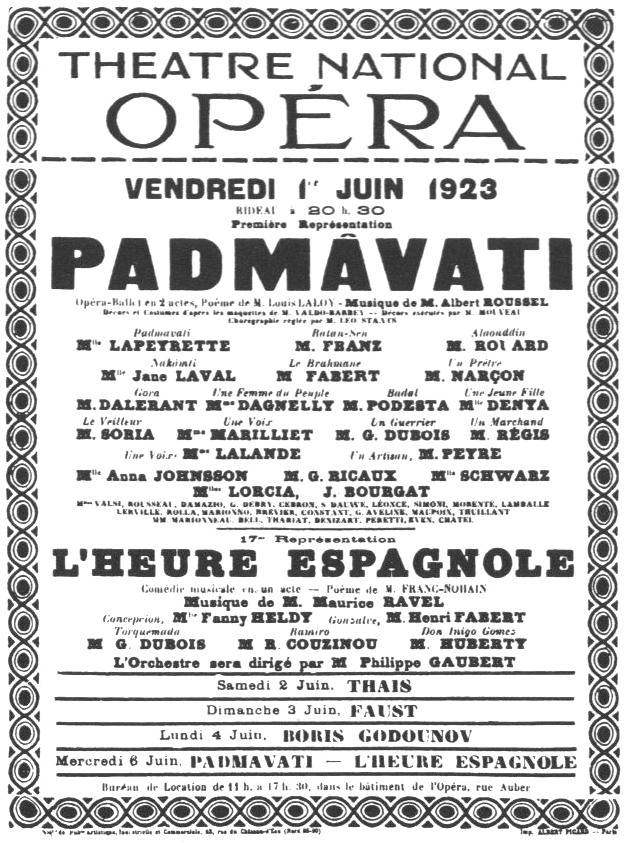
Cartel promocional de la obra.

Padmâvatî es una ópera en dos actos con música de Albert Roussel y libreto de Louis Laloy, basado en La légende de Padmanî, reine de Tchitor de Théodore-Marie Pavie, que vuelve a narrar la leyenda del poema de Malik Muhammad Jayasi titulado Padmavat (1540). Se estrenó en la Ópera de París el 1 de junio de 1923. Roussel tituló la obra opéra-ballet y hay muchos números de baile y oportunidades para el espectáculo. El compositor fue inspirado por su visita a la ciudad en ruinas de Chittor en Rajputana (hoy Rajastán) e incorpora muchos rasgos de la música hindú en la partitura.
En las estadísticas de Operabase aparece con sólo una representación en el período 2005-2010, siendo la primera y única de Roussel.

## Personajes
| Personaje                            | Tesitura     | Reparto del estreno, 1 de junio de 1923 Director: Philippe Gaubert |
| ------------------------------------ | ------------ | ------------------------------------------------------------------ |
| Padmâvatî, reina de Chittor          | mezzosoprano | Ketty Lapeyrette                                                   |
| Ratan-Sen, su esposo, rey de Chittor | tenor        | Paul Franz                                                         |
| Alaouddin, sultán de los mogoles     | barítono     | Édouard Roux                                                       |
| Nakamti, una mujer joven             | soprano      | Jeanne Laval                                                       |
| Brahmin                              | tenor        | Henri Fabert                                                       |
| Badal, enemigo de Ratan-Sen          | tenor        | Mario Podestà                                                      |
| Gora, oficial del palacio            | tenor        | Dalerant                                                           |
| Sacerdote                            | bajo         | Armand-Émile Narçon                                                |